# Hepatologia
L'Hepatologia és la branca de la medicina que estudia i tracta les patologies del fetge, la vesícula, les vies biliars i el pàncrees. Tradicionalment aquesta disciplina ha estat considerada part de la gastroenterologia.